# Jean Discalceat
Jean Discalceat ou Jean le Déchaussé (en breton Yann Divoutou), né à Saint-Vougay (Léon, en Finistère) vers 1279 et mort à Quimper en 1349, également connu sous le nom de Santig Du ou Santik Du (petit saint noir), est un franciscain breton, considéré comme saint par la tradition populaire. Discalceat n'est pas son nom, mais un qualificatif dérivé du mot latin Discalceatus qui veut dire « déchaussé » car il marchait pieds nus. En  breton on l'appelle Yann Divoutou ou Yann Diarc'hen, c’est-à-dire Jean sans sabots.

## Hagiographie
Il naît d'une famille pauvre dans l'évêché du Léon. Baptisé Jean, il est toute sa vie appelé Yannig (« petit Jean » en breton). Resté orphelin, il entra en apprentissage chez un oncle ou un cousin, maçon et charpentier. Il se montre adroit et pieux, car, après sa journée, il aime élever des croix aux carrefours. Il construit aussi des ponts, des arches sur les rivières.
Il prie, il médite et, pour répondre à l'appel de Dieu, il part étudier à Rennes où il est  ordonné prêtre en 1303. Il est nommé recteur de Saint-Grégoire près  de Rennes. Il y reste treize ans, vivant délibérément dans la pauvreté, marchant pieds nus comme les moines mendiants. Il se singularise en distribuant tous ses revenus aux pauvres. Trouvant sa paroisse rennaise trop confortable, il demande à être nommé à l'un des cinq couvents de Cordeliers de Bretagne, à Quimper. En 1316, il reçoit de son évêque, Alain de Châteaugiron, l'autorisation de rejoindre l'ordre des franciscains cordeliers et vient à Quimper où il restera 33 ans. Il se fait remarquer par son ascétisme, jeûnant très souvent. Comme saint François, il porte un habit de grosse et vile toile grise et continue d'aller pieds nus.
Il se donne totalement aux pauvres de Quimper. Il vient notamment en aide à la population lors du siège de la ville par l'armée de Charles de Blois en 1344 et 1345. En 1346, il organise l'aumône pour les victimes de la famine en Cornouaille. En 1349, la peste s'installe à Quimper. Il organise les secours aux malades qu'il soigne sans répit, et ensevelit les morts. Il contracte lui-même la peste et en meurt le 15 décembre 1349. Enterré en son couvent quimpérois, sa tombe devient un lieu de pèlerinage.

## Vénération
Très populaire en Bretagne, « Santig Du » est le patron des pauvres. Dans la cathédrale Saint-Corentin de Quimper, près de sa relique (morceau du chef), une tablette reçoit encore du pain déposé là par des anonymes et récupéré par des personnes dans le besoin. Cette pratique originale remonte au XVe siècle. Un vitrail lui est consacré à la cathédrale de Quimper en 1993. Ce saint est aussi invoqué pour retrouver des objets perdus et sollicité pour obtenir du beau temps.
Si sa cause n'a jamais été introduite à Rome, il est néanmoins vénéré comme saint par le peuple, comme il était de coutume à l'époque , selon le fameux Vox populi, vox Dei. Il est fêté le 15 décembre (Calendrier des saints bretons).